# Johan Möllerheim
Johan Möllerheim, född Möller den 12 september 1674 i dåvarande svenska Bremen-Verden, död 10 januari 1722 i Stockholm, var en svensk adelsman och artillerist.
1688, 14 år gammal blev han hantlangare vid artilleriet i Landskrona och blev 1707 fänrik, vid Artilleriregementet, Fältstaten i Stockholm, 1709 regementskvartermästare vid Skånska fältartilleristaten, för att vid artillerifältstaten i Stockholm 1711 bli kapten, 1713 major och 1717 tygmästare.
1706 sammanställer han sin första handskrivna bok om artilleri och 1720 sin andra handskrivna bok om artilleri. Möllerhoims två stora handskrivna verk om artilleriet är rikt illustrerade och utgör källa för många senare publikationer.
Möller blev adlad 23 mars 1720 och tog namnet Möllerheim. Sonen Svante Johan introducerades 1746 under nummer 1876 och slöt ätten 1774.